# Мухаммед Рафі
Мохаммед Рафі (пенджаб. ਮੁਹੰਮਦ ਰਫ਼ੀ ʊ [m] ( прослухати), гінді मोहम्मद रफ़ी, англ. Mohammed, Mohammad або Mohd. Rafi; 24 грудня 1924, Котла Султан Сінгх , провінція Пенджаб, Британська Індія — 31 липня 1980, Бомбей, Махараштра, Індія) — відомий індійський співак пенджабського походження, один з «золотих голосів» чоловічого закадрового виконання індійського кіно (поряд з Манна Деєм, Мукешем і Кішором Кумаром), записав за свою кар'єру майже 5000 вокальних партій і удостоєний ряду кінематографічних премій (зокрема, 6 призів Filmfare Award за найкращий чоловічий закадровий вокал — в 1961, 1962, 1965, 1967, 1969 і 1978 роках), а також кількох державних нагород, включаючи Падма Шрі (1967).

## Біографія

### Дитинство і юність
Мохаммед Рафі народився в селі Котла Султан Сінгх  (поблизу Амрітсара в нинішньому індійському штаті Пенджаб. Незабаром після його народження родина переїхала в Лахор (нині в Пакистан, де по теперішній час зберігся їх родовий будинок. Рафі вперше став виявляти цікавість до співу в ранньому дитинстві, імітуючи піснеспіви факірів на лахорських вулицях. Його старший брат Мохаммеддін і його приятель Абдул Хамід, звернувши увагу на талант хлопчика, стали заохочувати його спів і зіграли роль в умовляннях батьків дозволити синові серйозно освоювати цю професію.
Рафі вивчив основи класичного індійського вокалу під наставництвом Устад Баде Гхулам Алі Хана , Абдул Вахід Хана , Пандіта Джіванлала Матті і Фіроза Нізамі. Його перший публічний виступ відбувся в Лахорі, коли йому було 13, за іншими даними — близько 15 років, коли на концерті співака Кунданлала Сайгала  відключилася електрика і хтось запропонував Рафі заспівати, щоб розважити знервовану публіку. Присутній серед глядачів Шьям Сундар, вражений мистецтвом юнака, запросив його в Бомбей співати для фільмів і зробив перший запис як закадрового вокаліста в дуеті із Зінат Бегум «Soniye Nee, Heeriye Nee» для фільму на пенджабі «Gul Baloch» (у 1941; випущений в прокат в 1944). У тому ж році Мохаммед Рафі був запрошений співати на лахорскій студії радіомовної компанії All India Radio.